# Лагоа-ду-Фогу
Лаго́а-ду-Фо́гу (порт. Lagoa do Fogo) — озеро на острове Сан-Мигел, Азорские острова. Является вторым по величине озером на острове. В 1974 году объявлено природным заповедником.
Занимает площадь в 13,6 км², расположено на высоте 947 м над уровнем моря, находится на котле потухшего вулкана, который образовался около 15 000 лет назад, образовав вулканический массив Агуа-де-Пау. Максимальная глубина озера — 30 м, длина 7 км, ширина — 4 км. На северо-западе от Лагоа-ду-Фогу расположены горячие источники.
Вокруг озера присутствуют замечательные природные ландшафты, а также удивительный котлообразный провал. Существует несколько пешеходных маршрутов, таких как «Lombadas Fogo Lake», откуда можно наблюдать местную флору и фауну.
Последнее извержение вулкана произошло в 1564 году.